# Imperio de cristal
Imperio de cristal (Império de cristal no Brasil e em Portugal) é uma telenovela mexicana produzida por Carlos Sotomayor para a Televisa e exibida pelo Canal de las Estrellas entre 29 de agosto de 1994 e 17 de fevereiro de 1995, substituindo Marimar e antecedendo Si Dios me quita la vida, em 124 capítulos de meia hora. 
Foi escrita por Rebecca Jones e Alejandro Camacho e adaptada por Jaime García Estrada e Orlando Merino. 
A trama foi protagonizada por Rebecca Jones e Ari Telch e antagonizada por Alejandro Camacho e María Rubio. A novela ainda contou com as participações estelares de Kate del Castillo, Germán Gutiérrez, Alejandro Tommasi, Cecilia Gabriela, Emilia Carranza e do primeiro ator Ignacio López Tarso.

## Sinopse
Sofía Vidal (Rebecca Jones) vai com seu esposo, Uriel (Constantino Costas), e sua filha, Katia (Zoraida Gómez), a uma festa na mansão Lombardo. Esta festa muda sua vida, pois o empresário César Lombardo (Ignacio López Tarso) descobre que Sofía é a filha de Elena, um grande amor de seu passado, e decide protegê-la. Se sentindo desprezada por César, sua ambiciosa esposa Livia (María Rubio) começa uma guerra sem quartel contra Sofía para tirá-la de sua família. Seus filhos, Julio (Ari Telch) e Augusto (Alejandro Camacho), têm razões diferentes para se aproximar de Sofía. Enquanto Julio está apaixonado por ela, Augusto só quer tê-la para receber a herança dos Lombardo.
Além de Augusto e Julio, o casal Lombardo tem mais filhos: Octavio (Alejandro Tommasi), o filho mais velho e doente, envenenado por Augusto, Narda (Kate del Castillo), uma jovem rebelde e caprichosa que sofre com a falta de amor por parte de seus pais, e seu irmão gêmeo, Claudio (Germán Gutiérrez), recluso numa instituição, padecendo de psicose infantil, provocada pelos maus tratos de Augusto.
Frágil, mas perigoso, este Império de Cristal pode se partir em mil pedaços nas mãos de quem o tenta possuir.

## Elenco
- Rebecca Jones - Sofía Vidal / Elena Terán de Vidal
- Ari Telch - Julio Lombardo
- Alejandro Camacho - Augusto Lombardo
- María Rubio - Livia Arizmendi
- Kate del Castillo - Narda Lombardo
- Ignacio López Tarso - Don César Lombardo
- Emilia Carranza - Andrea Lombardo
- Constantino Costas - Uriel González
- Cecilia Gabriela - Esther Pedret Vda.de Lombardo
- Fidel Garriga - Rogelio Herrera
- Germán Gutiérrez - Claudio Lombardo
- Ivette Proal - Elisa Estrada
- Alejandro Tommasi - Octavio Lombardo
- Aarón Hernán - Bernal Estrada
- Adriana Barraza - Flora
- Graciela Bernardos - Nora de López Monroy
- Óscar Bonfiglio - Germán Samaniego
- Alicia Montoya - Antonia Moncada Vda. de Arizmendi
- Roberto D'Amico - Virgilio Robles
- Malena Doria - Trinidad
- Cuca Dublán - Amparito Romero
- Alan Fernando - Marco Aurelio Lombardo
- Fabiola Campomanes - Juanita
- Zoraida Gómez - Katia González Vidal
- Alejandro Ruiz - Marcelo Ocampo
- Dacia González - Renata Ocampo
- Lucero Lander - Diana Almeida
- Aída Naredo - Lulú Morán
- Héctor Sáez - Padre Ángel
- Amara Villafuerte - Mayra Salgado
- Antonio De Carlo - Bruno Previdi
- Juan Ignacio Aranda - Flavio Fernández
- Araceli Aguilar - Maru
- Estela Barona - Rosi
- Lola Belda - Yazmín
- Germán Blando - Matías
- Ernesto Bretón - Benito Morales
- Julio Monterde - Zacarías Terán
- Marina Marín - Herminia de Terán
- Luis Cárdenas - Dr. Armando Méndez
- Claudio Brook - Phillipe Deevon
- Bruno Rey - Arturo Almanza
- Arturo Paulet - Gómez
- Roxana Saucedo - Ana Luisa Sánchez Coria
- Raúl Valerio - Carmelo
- Nora Veryán - Chole
- Elia Domenzain - Chela
- Jeanette Candiani - Mary
- Luis Couturier - Armando

## Exibição

### No México
Foi reprisada pelo canal TLNovelas de 22 de março a 20 de maio de 2021, substituindo Los parientes pobres e sendo substituída por Mi segunda madre.

### No Brasil
A novela foi exibida no Brasil pela CNT entre 17 de fevereiro e 11 de julho de 1997, em 105 capítulos.

### Em Portugal
Foi exibida em Portugal pela RTP1 entre 8 de janeiro a 5 de março de 1996.

## Prêmios e indicações

### Prêmio TvyNovelas 1995
| Categoría                 | Nominado(a)         | Resultado |
| ------------------------- | ------------------- | --------- |
| Melhor telenovela         | Carlos Sotomayor    | Venceu    |
| Melhor atriz protagonista | Rebecca Jones       | Venceu    |
| Melhor ator protagonista  | Ari Telch           | Venceu    |
| Melhor atriz antagonista  | María Rubio         | Venceu    |
| Melhor ator antagonista   | Alejandro Camacho   | Venceu    |
| Melhor ator principal     | Ignacio López Tarso | Venceu    |
| Melhor atriz coadjuvante  | Cecilia Gabriela    | Indicado  |
| Melhor ator coadjuvante   | Alejandro Tommasi   | Indicado  |
| Melhor atriz juvenil      | Kate del Castillo   | Venceu    |
| Melhor ator juvenil       | Germán Gutiérrez    | Venceu    |